# Лосєво (Мосальський район)
Лосєво (рос. Лосево) — присілок в Мосальському районі Калузької області Російської Федерації.
Населення становить 4 особи. Входить до складу муніципального утворення Село Дашино.

## Історія
Від 2004 року входить до складу муніципального утворення Село Дашино.

## Населення
| 2002 | 2010 |
| ---- | ---- |
| 1    | ↗4   |